# Bucket Filling Game
Bucket Filling Game és el primer videojoc multijugador visualitzable en una televisió. Va ser realitzat per Ralph H. Baer, enginyer d'origen alemany, i de Bill Harrison, tècnic electrònic, amb la primera partida jugada el 15 de maig de 1967.
El videojoc que va ser realitzat en un laboratori de Sanders Associates a Nou Hampshire, tenia la pantalla dividida en dues meitats: la superior era negra mentre que la inferior era blava. Baer havia realitzat una cinta adhesiva que s'aplicava a la pantalla del televisor i representava el perfil d'una galleda: la idea del joc era fer que dos jugadors competeixin per ser el primer que hagués de bombar l'aigua a la galleda mentre que el segon havia de fer el contrari. Els jugadors van interactuar amb el joc utilitzant un botó a la seva disposició: prement per omplir-lo la part blava de la pantalla pujava una línia mentre que la de buidar, augmentava la part negra cap avall. Més tard els mateixos autors van crear l'anomenat Brown Box, un prototip de videojoc més avançat que posteriorment es va comercialitzar com a Magnavox Odyssey, la primera videoconsola per a videojocs domèstics comercial.